# Drypetes sclerophylla
Drypetes sclerophylla là một loài thực vật có hoa trong họ Putranjivaceae. Loài này được Mildbr. mô tả khoa học đầu tiên năm 1935.